# Phoenicurus auroreus
El colirrojo dáurico (Phoenicurus auroreus) es una especie de ave paseriforme de la familia Muscicapidae propia del este de Asia.

## Descripción

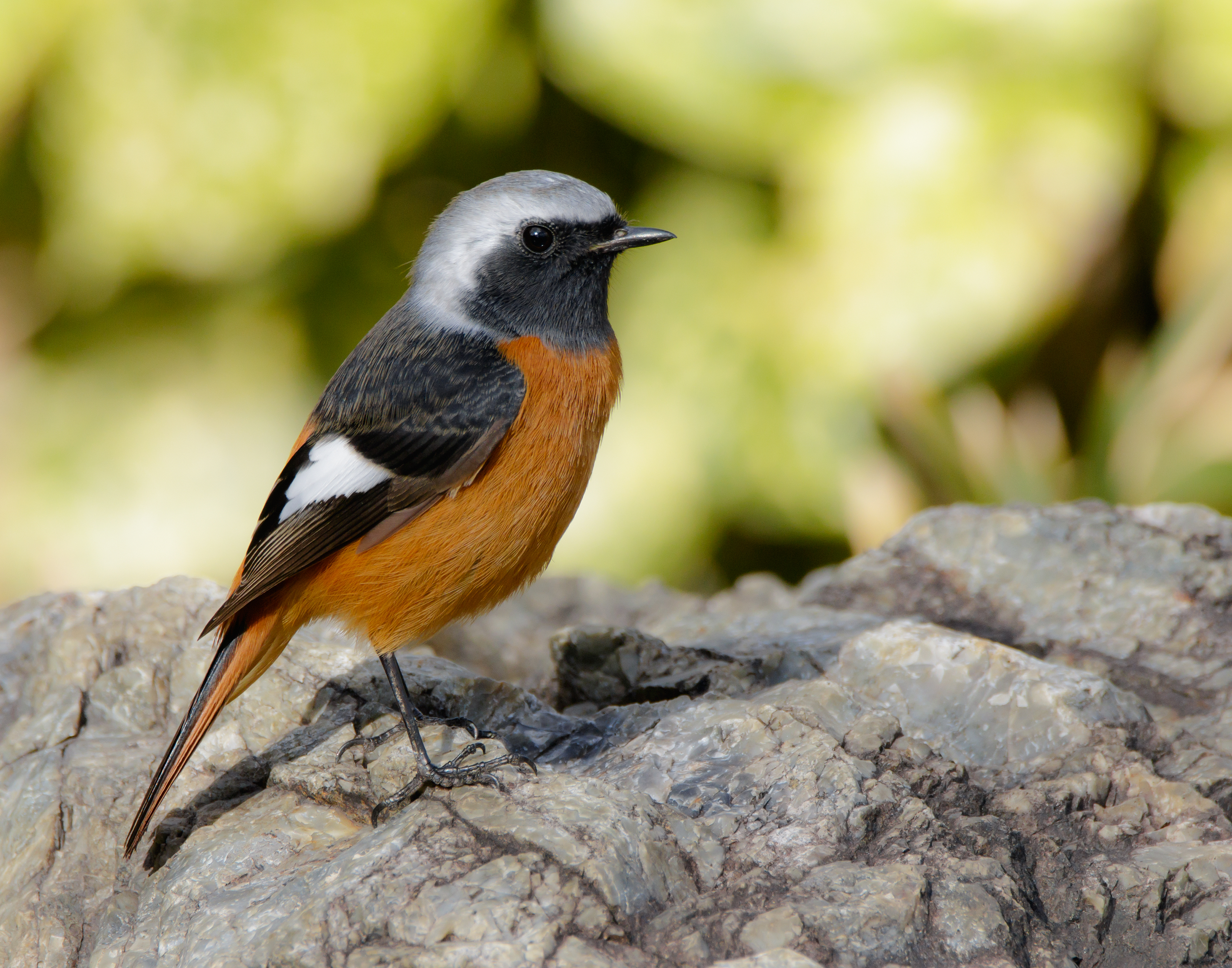
Macho.

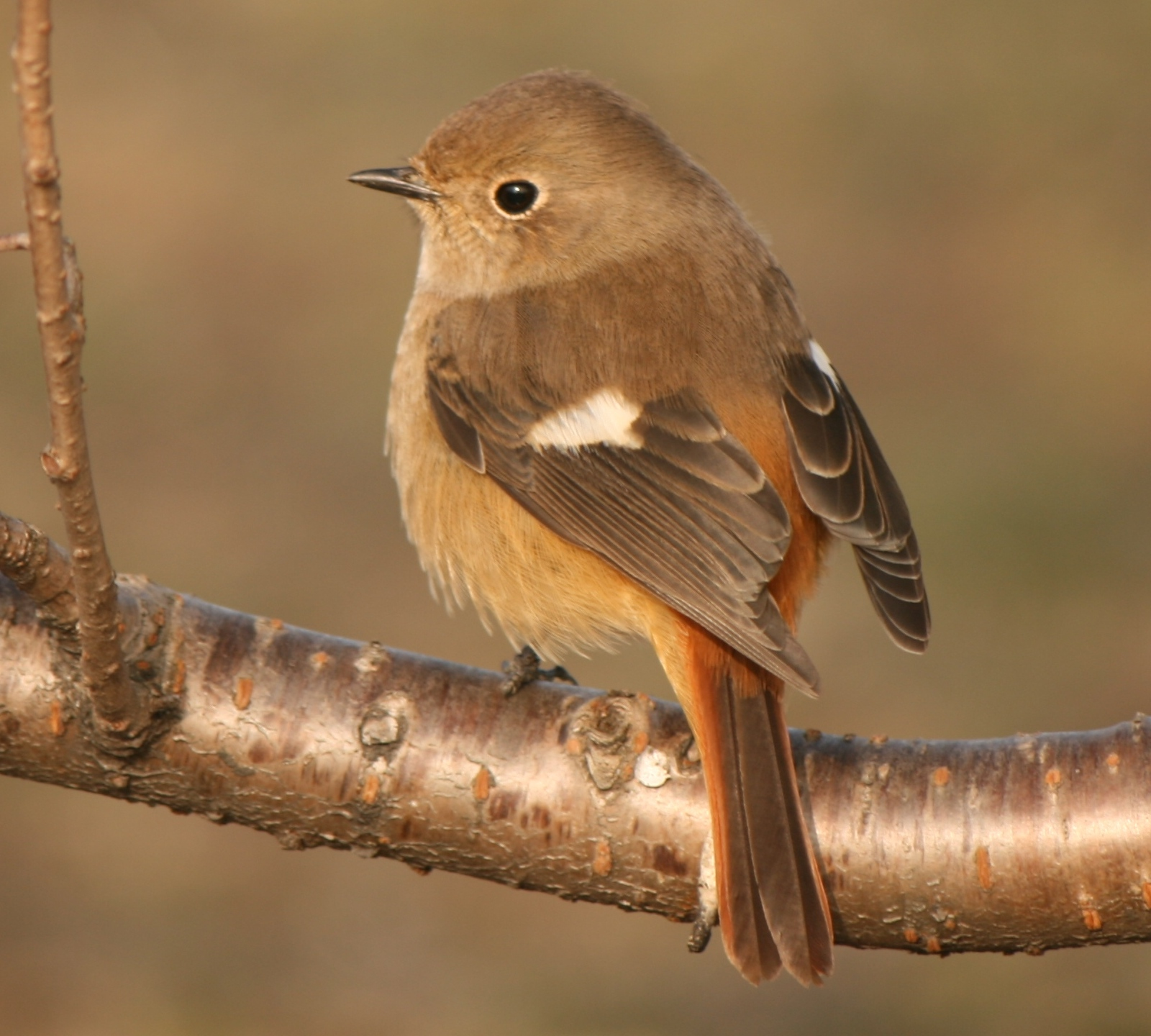
Hembra.

El colirrojo dáurico mide entre 14 y 15 cm, y pesa entre 11 y 20 g. Como los demás colirrojos, presenta un marcado dimorfismo sexual. Los machos adultos en época de cría tienen la frente, el píleo y nuca de color gris, siendo más claro en la frente y los laterales del píleo, en contraste con el rostro y garganta negros. Su manto y alas son de color pardo grisáceo, con una gran mancha blanca en las alas. Su pecho, vientre, obispillo son anaranjados. Su cola también es anaranjada salvo las plumas centrales que son negras. Los machos juveniles tienen un patrón de color similar pero de tonos más apagados y con menos contraste.
Las hembras tienen el plumaje en general de color castaño, más claro en las partes inferiores. Presentan el obispillo y los laterales de la cola anaranjados, y una mancha blanca en las alas similar a la de los machos. El pico, los ojos, y las patas de ambos sexos son de color negro.

## Taxonomía
Fue descrito científicamente en 1776 por el zoólogo prusiano Peter Simon Pallas. Como todos los miembros de la subfamilia Saxicolinae se clasificaba en la familia Turdidae, hasta que los estudios filogenéticos indicaron que debía clasificarse en Muscicapidae.
Se reconocen dos subespecies: la oriental P. a. auroreus y la occidental P. a. leucopterus.
Pertenece a un clado de especies euroasiáticas que también incluye al colirrojo tizón (P. ochruros), el colirrojo de Hodgson (P. hodgsoni), el colirrojo de Güldenstädt (P. erythrogastrus) – que es el más cercano a P. auroreus – y posiblemente también el colirrojo de Przewalski (P. alaschanicus). Todos ellos se separaron durante la última parte del Plioceno superior y el inicio del Pleistoceno, hace entre 3 y 1,5 millones de años, al inicio de la glaciación cuaternaria.

## Distribución y ecología
Se encuentra en el sureste de Rusia, el noreste de Mongolia, Manchuria y China central y Corea. Es un pájaro migratorio, la subespecie P. a. auroreus pasa el invierno en Corea, Japón, la costa sureste de China y Taiwán; mientras que P. a. leucopterus pasa el invierno en el noreste de la India y partes del sudeste asiático.
El colirrojo dáurico prefiere los bosques abiertos, los límites de los bosques y los márgenes de zonas agrícolas, aunque también se puede encontrar en parques y jardines de zonas urbanas. Es bastante confiado y a menudo permite que los humanos se acerquen bastante antes de huir.